# جمعة الغضب
جمعة الغضب كانت يوم 28 يناير 2011 رابع أيام الثورة المصرية التي قضت على حكم الرئيس مبارك يتميز هذا اليوم بأن الثورة المصرية في أول 3 أيام بدأت بمشاركة النخبة من المثقفين وطلبة الجامعات وشباب الإنترنت وأيضا الحركات المعارضة مثل حركة 6 أبريل والإخوان المسلمون والدعوة السلفية والجمعية الوطنية للتغيير ونقابة الصحفيين. بينما جمعة الغضب كانت بداية مشاركة القوى الوطنية الأخرى لأول مرة مثل : الأحزاب والعمال والموظفين بالعديد من الشركات الحكومية إضافة إلى جموع المصلين في الجوامع الكبرى بعد انتهاء صلاة الجمعة.

## الأحداث

صورة جمعة الغضب من ميدان التحرير

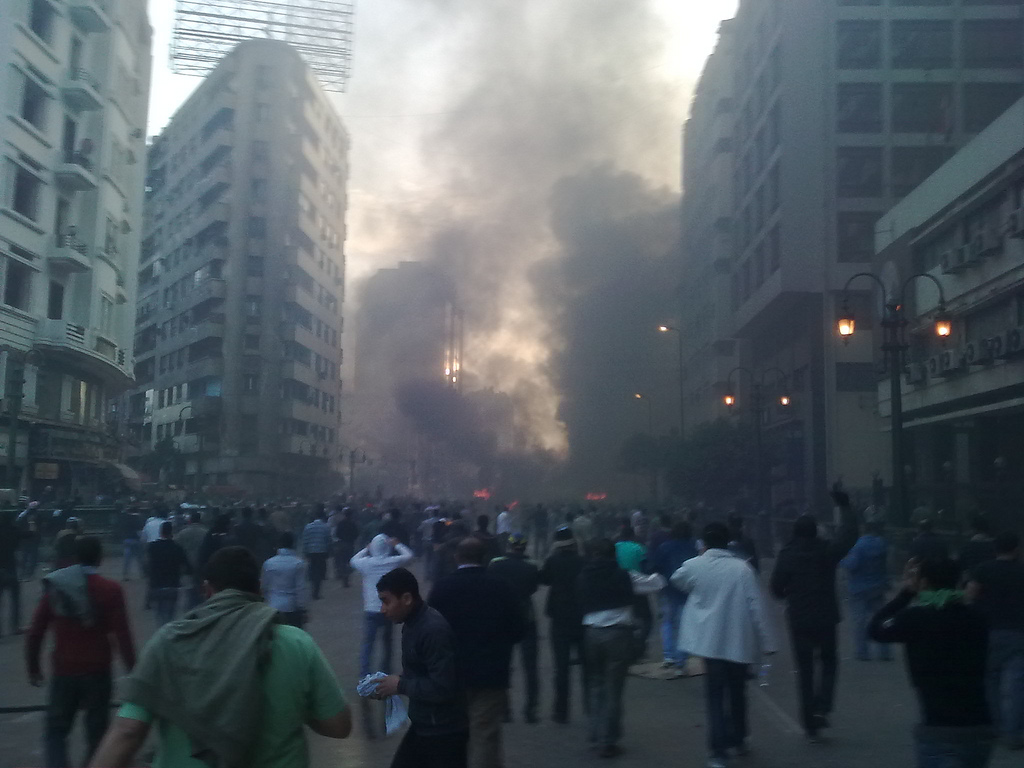

في حدود الساعة الواحدة ليلاً من فجر الجمعة بدأت موجة من الاعتقالات الواسعة لعشرات من النشطاء السياسين في صفوف الناشطين السياسيين من شباب الثورة ومن كافة الأحزاب التي أكدت مشاركتها في هذة التظاهرات، وفي بداية هذا اليوم أصدرت وزارة الاتصالات أمراً بوقف خدمة الإنترنت والرسائل النصية القصيرة والاتصال عبر الهواتف المحمولة في جميع أنحاء الجمهورية المصرية وفي كل الشبكات، بدأت بعد أداء صلاة الجمعة تظاهرات شعبية واسعة في عدد من المدن المصرية، فخرج الملايين في أغلب المدن المصرية كالقاهرة والإسكندرية والسويس والمنصورة وطنطا والإسماعيلية ودمياط والفيوم والمنيا ودمنهور والزقازيق وبورسعيد ومحافظة شمال سيناء مطالبين بتعديلات في سياسة مصر ورافضين سياسة القمع والرعب التي اتخذتها الشرطة المصرية منهجاً لها خلال عده سنوات سابقة. وقد أطلق الأمن في القاهرة القنابل المسيلة للدموع واعترض رجال الأمن المتظاهرين في محاولة لمنعهم من الوصول إلى ميدان التحرير والميادين الكبرى في مصر، كما أطلقت القوات الأمنية الرصاص المطاطي على المتظاهرين مما أدى لإصابات عديدة، ولاحق رجال أمن بملابس مدنية المتظاهرين وقاموا باعتقال بعضهم. إلا أن جموع المتظاهرين واصلت تظاهرها وتمركز المتظاهرون في ميدان التحرير، وهم يَهتفون بسقوط الرئيس المصري ونظامه كاملاً. كما امتدت المظاهرات إلى مناطق أخرى في البلاد مثل السويس والإسكندرية. مع عصر اليوم كان المتظاهرون قد نجحوا في السيطرة بالكامل على مدينتي الإسكندرية والسويس، فقد تم إحراق معظم مراكز الشرطة في الإسكندرية واضطرت قوات الأمن في آخر الأمر إلى الانسحاب من المدينة بعد الفشل في قمع المتظاهرين، أما في السويس فقد سيطر المتظاهرون على قسم شرطة الأربعين بكل ما فيه، واستخدموا القنابل المُسيلة للدموع ضد رجال الأمن، بينما شاعت أنباء عن سيطرة المتظاهرين على المدينة وطرد قوات الأمن منها.وتم حرق مقر للحزب الوطني الديمقراطي (سابقا) الرئيسي الواقع في مدينة القاهرة ، وتدمير أحد فروع الحزب في منطقة شبرا حيث تم تدميره بالكامل، كما دمرت مقرات الحزب في عدة مدن بما في ذلك كوم أمبو ودمياط، وقام المتظاهرون فضلاً عن ذلك بإتلاف جميع صور الرئيس حسني مبارك في مسقط رأسه شبين الكوم بمحافظة المنوفية. استمرت المناوشات في كافة أنحاء الجمهورية منذ انتهاء صلاة الجمعة وحتى مغرب شمس اليوم تقريباً، كانت الشرطة تتعامل بكل قسوة ووحشية ضد المتظاهرين باستخدام القنابل المسيلة للدموع (والتي اتضح لاحقاً أنها كانت منتهية الصلاحية وغير صالحة آدمياً)، فضلا عن استخدام الشرطة للرصاص بكل أنواعة (المطاطى والحى) مما أدى لوفيات كثيرة وإصابات أكثر. وقام الشباب في كل أنحاء مصر بالتصدى لعنف الشرطة عن طريق الحجارة والطوب وإلقاء القنابل المسيلة التي يطلقها الأمن المركزي المصري مرة أخرى على الأمن المركزي وقد برزت في تلك الأثناء عدة ابتكارات للشباب المصري للتصدى لقوات الشرطة، حيث استخدموا الخل كعامل يقلل من قوه تأثير القنابل المسيلة للدموع على التنفس، وماده الصودا الموجودة في المشروبات الغازية في إزالة مفعول نفس القنابل من العينين، وعدة ابتكارات أخرى أدت لاستمرار المقاومة في عدة مناطق. ففى القاهرة مثلاً: كان ميدان التحرير محور الأحداث، يلية مناطق: شبرا (التي أعلنت قوات الشرطة فيها في مغرب اليوم استسلامها وألقت سلاحها أرضاً بعد مقاومه ضارية مع أهالي هذه المنطقة العريقة واضطرت للهروب) ومنطقة مدينة نصر (التي أيضا شهدت انسحاب سريع للشرطة التي لم تقدر على المقاومة) ومناطق أخرى متعددة، وفي السويس كانت منطقة الأربعين محور الحدث، وفي الإسكندرية كان مسجد القائد إبراهيم هو أساس التظاهرات التي ملأت شارع الجيش (كورنيش الإسكندرية) بطوله وعرضه في منظر مهيب، وفي حدود السادسة مغرب اليوم تقريباً شهدت مصر اختفاء مفاجئ بشكل مريب لكافة قوات الشرطة من كافة أنحاء مصر، بل وشهدت أيضا هروب العديد من المساجين والمسجلين خطر من سجون مصر الكبرى (و كان الهروب جماعى وكبير بالشكل الذي أكد بنسبة كبيرة أن قوات الشرطة تورطت وكانت المسؤولة عن هذا الهروب للرد على مقاومه المتظاهرين)، وسادت حالة من الفوضى والقلق في الشوارع بسبب اختفاء كل أجهزة الشرطة وهروب هذا الكم المريع من المساجين، ثم بدأت قوات الجيش بالظهور في ميادين القاهرة، وفي السادسة والنصف أعلنت رويترز أن الحاكم العسكري يعلن عن حظر التجول في القاهرة والإسكندرية والسويس، لكن بالرغم من ذلك فقد تحدت جموع المتظاهرين حظر التجوال. وبقيت في الميادين الرئيسية، أما باقى الشوارع فقد خلت تقريباً من الناس إلا من دوريات الجيش وقليل جداً من الناس.

## الفوضي
وفي نهاية اليوم نزلت مدرعات الجيش المصري إلى شوارع المدن لتعويض دور قوات الشرطة التي هربت بعد أن أثبتت أنها لا تقدر على تحمل الضغوطات وحدها. وبدأت حالات من النهب والسلب تقول الحكومة أنها من المتظاهرين ولكن المتظاهرين يقولون أن السبب عملاء جندتهم الحكومة للتخريب (و قد كان واضحاً ممن قبض عليهم لاحقاً حيث أنهم كان أغلبهم من الهاربين من السجون والمسجلين خطر) وكادت السرقات أن تطال المتحف المصري لولا أن المتظاهرون وقفوا بالمرصاد لمحاولات سرقة المتحف وتجاهلوا حظر التجول حيث شكلوا دائرة كبيرة محيطة بالمتحف كله ودوريات للمراقبة داخل المتحف وحوله واستمر هذا الوضع طوال الليل حتى وصلت قوات الجيش التي طلبها المتظاهرون لحماية المتحف المصري.

## اللجان الشعبية
و قد استوحت كافة مناطق مصر هذة الفكرة في عمل «اللجان الشعبية» والتي تكونت من أهالى المناطق، حيث تكونت في كل منطقة لجنة تضم خيرة شباب ورجال المنطقة والذين تسلحوا بكل ما يمكن اعتباره سلاح (من أسلحه نارية إلى بيضاء إلى الشوم والعصى وحتى سكاكين المطبخ أو الزجاجات الفارغة) وانتشروا في شوارع مناطقهم على شكل دوريات لتأمين المنطقة وتعويض دور الشرطة المفقود وعجز الجيش عن تأمين كافة أنحاء البلاد، من خلال فحص تراخيص والبطاقات الشخصية لكافة الأشخاص المارين في الشوارع سواء راجلين أو في سيارات، وتفتيش السيارات التي تمر في الشوارع للتأكد من خلوها من السلاح، ووضع متاريس تساعدهم على السيطرة على حركة المرور وللحماية من هجمات الخارجين عن القانون وعمل كمائن في الشوارع الرئيسية والهامة وقد ساعد العدد الهائل للمتطوعين في هذة اللجان في تأمين معظم شوارع مصر، وقد نجحت هذة الفكرة بشكل غير متوقع حيث منعت سرقات عديدة جداً فضلاً عن إلقاء القبض على عدد مهول من الهاربين من السجون وأدت لفرض نوع من النظام في الشارع المصري حيث أن أعضاء اللجان قسموا نفسهم لمجموعات وورديات تساعدهم على البقاء في المهمة لمدة 24 ساعة في اليوم، بل ووصلوا لاختراع كلمات سر لضمان تسليم الوردية للأعضاء الحقيقيين للجنة، وفي بعض اللجان تم عمل شعار صغير بسيط يرمز للجنة الشعبية لتسهيل تعاونهم معاً، وقد استمرت هذة اللجان لحين خطاب التنحي يوم 11 فبراير 2011.

## محصلة جمعة الغضب
- أفلتت الأمور من يد الحكومة المصرية خاصة محافظتي السويس والإسكندرية.
- خروج المظاهرات من جميع محافظات الجمهورية بأعداد تقدر بمئات الألاف.
- تدمير كثير من مقرات الحزب الوطني وأقسام الشرطة في جميع أنحاء مصر.
- نزول الجيش المصري محاولاً فرض الأمن علي الشارع المصري ومن ثم فرض حظر التجول.
- مقتل 664 شخص غالبيتهم من المدنيين.[1]
- انهيار البورصة المصرية مع خسائر بلغت 72 مليار جنيه.
- دهس جموع الحاشدين بسيارات تابعة للأمن المركزي مما خلف ورائهم الكثير من القتلى والمصابين باصابات بالغة الخطورة.